# حرب التنسيقات
حرب التنسيقات هي منافسة بين المعايير التقنية المتشابهة ولكن غير المتوافقة بشكل متبادل، والتي تتنافس في نفس السوق، مثل أجهزة تخزين البيانات وتنسيقات التسجيل للوسائط الإلكترونية. وغالبًا ما تتميز بالتأثير السياسي والمالي على ناشري المحتوى من قبل مطوري التقنيات. يمكن وصف الشركات النامية بأنها تشارك في حرب شكلية إذا عارضت بنشاط أو تجنبت المعايير التقنية للصناعة المفتوحة القابلة للتشغيل البيني لمصلحة معاييرها الخاصة.
يمكن تفسير ظهور حرب التنسيق لأن كل بائع يحاول استغلال تأثيرات الشبكة عبر الجانبين في سوق ذي وجهين. هناك أيضًا قوة اجتماعية لوقف حرب التنسيق: عندما يفوز أحدهم كمعيار فعلي، فإنه يحل مشكلة التنسيق لمستخدمي التنسيق.

## عقد 1800
مقياس السكك الحديد. حرضت حرب المقياس في بريطانيا السكك الحديد الغربية العظمى، التي استخدمت مقياسً واسعًا، ضد شركات السكك الحديد الأخرى، التي استخدمت ما يعرف لاحقا باسم المقياس القياسي. في نهاية المطاف ساد المقياس القياسي.
وبالمثل، في الولايات المتحدة، المقياس الروسي مقابل المقياس القياسي. خلال الحِقْبَة الأولى من بناء السكك الحديد، تم اعتماد مقياس قياسي في معظم شمال شرق الولايات المتحدة، في حين أن المقياس الأوسع، الذي أطلق عليه لاحقا الروسية، كان مفضلا في معظم الولايات الجنوبية. في عام 1886، وافقت السكك الحديد الجنوبية على تنسيق تغيير المقياس على جميع مساراتها. بحلول يونيو 1886، كانت جميع السكك الحديد الرئيسة في أمريكا الشِّمالية تستخدم نفس المقياس تقريبا.
التيار المباشر مقابل التيار المتناوب: شهد عقد 1880 انتشار الإضاءة الكهربائية مع المرافق الكبيرة وشركات التصنيع الذي تزودها. تم تشغيل الأنظمة في البداية على التيار المباشر (دي سي) والتيار المتناوب (أي سي) مع دي سي منخفض الجهد المستخدم للإضاءة الداخلية والجهد العالي دي سي والتيار المتردد الذي يعمل بإضاءة القوس الخارجي الساطعة للغاية.
مع اختراع محول التيار المتردد في منتصف 1880م، يمكن زيادة التيار المتناوب في الجهد للنقل بعيد المدى والتنحي مرة أخرى للاستخدام المنزلي، مما يجعله معيار نقل أكثر كفاية الآن يتنافس قاصدًا مع دي سي لسوق الإضاءة الداخلية في الولايات المتحدة.

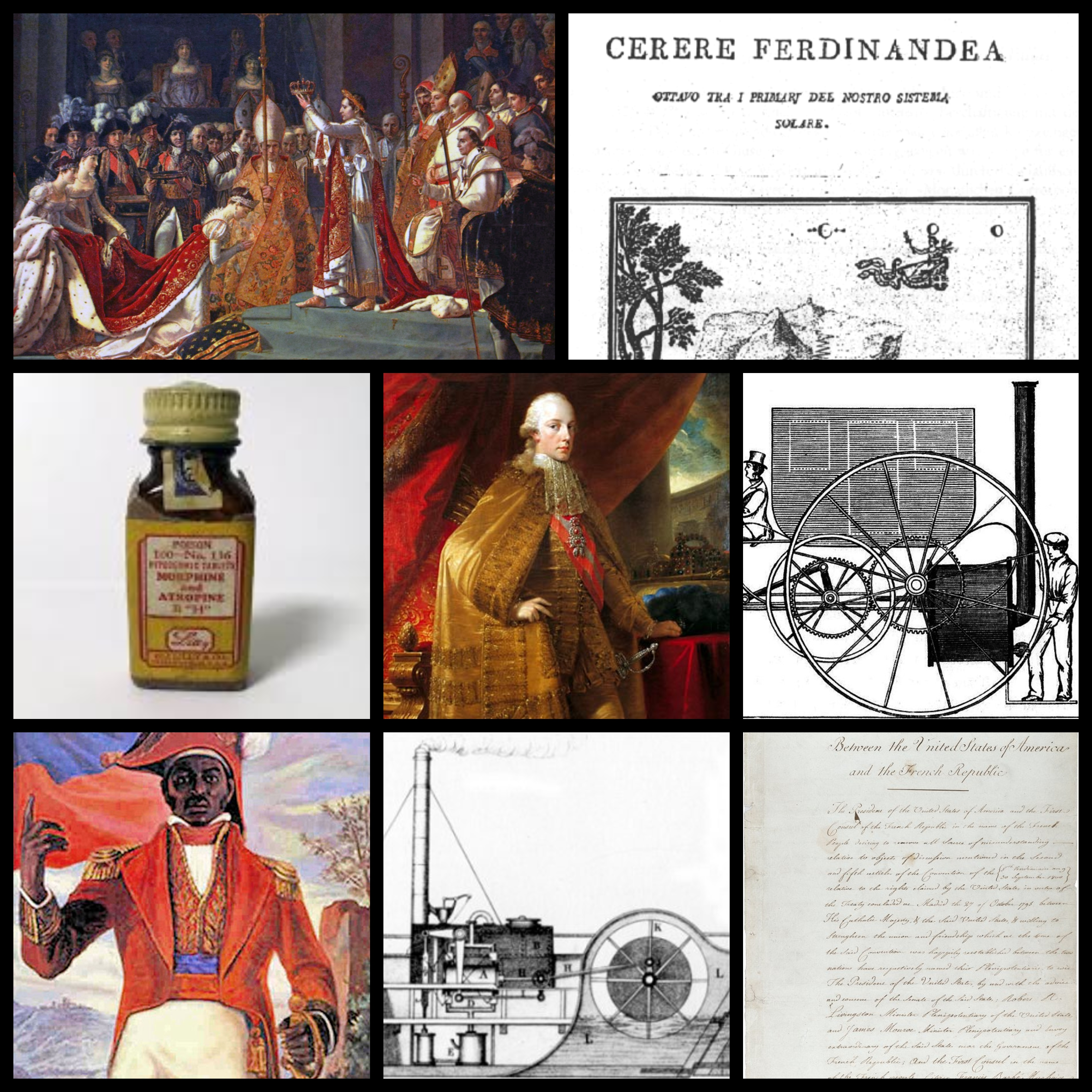

حاولت شركة إديسون إلكتريك لايت التابعة لتوماس إديسون حماية سوق التيار المستمر الذي تسيطر عليه براءات الاختراع بواسطة اللعب على مخاوف الجَمهور من مخاطر التيار المتردد عالي الجهد، وتصوير منافسها الرئيس للتيار المتردد، شركة وستنغهاوس الكهربائية التابعة لجورج وستنغهاوس، كمروجين لنظام غير آمن، منافسة مالية ودعائية ذهابا وإيابا أصبحت تعرف باسم حرب التيارات. التيار المتردد، مع انتقاله الاقتصادي أكثر، سوف يسود، ليحل محل العاصمة.
الصناديق الموسيقية: قدم العديد من الشركات المصنعة صناديق موسيقية تستخدم أقراص فولاذية قابلة للتبديل تحمل اللحن. كان اللاعبون الرئيسين هم بوليفون وسيمفونيون (في أوروبا) وريجنا (في الولايات المتحدة). استخدم كل مصنع مجموعته الفريدة من أحجام الأقراص (التي تختلف اعتمادا في الطراز الدقيق الذي تم شراؤه). هذا أكد أنه بمجرد أن يشتري المشتري صندوقا موسيقيا، كان عليه شراء أقراص الموسيقى من نفس الشركة المصنعة.

## عقد 1900
عازف البيانو: في تناقض صارخ مع كل وسيلة ترفيهية أخرى تقريبا في القرن العشرين وما بعده، بدأ تجنب حرب تنسيق تلوح في الأفق تنطوي على موسيقى لفه الورق لعازفي البيانو عندما اتفق قادة الصناعة على تنسيق مشترك في مؤتمر بوفالو الذي عقد في بوفالو، نيويورك في عام 1908م. كان التنسيق المتفق عليه عبارة عن لفه بعرض 11.25 بوصة (286 مم).
سمح ذلك بتشغيل أي لفه من الموسيقى في أي عازف بيانو، بغض النظر عمن تصنيعها. خلال تشغيل الموسيقى، يتم لف الورق على أللفه السفلية من أللفه العلوية، مما يعني أن أي نص أو كلمات أغنية مطبوعة على اللفات تتم قراءتها من الأسفل إلى الأعلى.

## عقد 1910

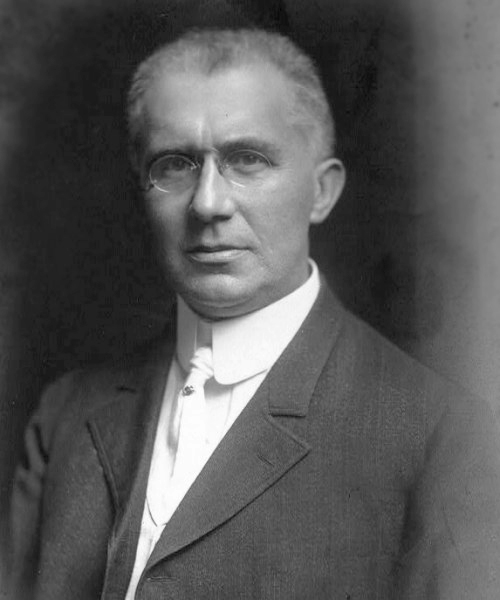

تنسيقات وسائط التسجيل المبكرة: سجلات الأسطوانات مقابل سجلات الأقراص. في عام 1877، اخترع توماس إديسون التسجيل الصوتي والاستنساخ باستخدام صفيح ملفوف حول أسطوانة محددة مقدّمًا، وفي عام 1888 قدم أسطوانة إديسون الشمعية كتنسيق قياسي للتسجيل. في 1890م بدأ إميل برلينر تسويق سجلات الأقراص ومشغلاتها. بحلول أواخر 1890م كانت ألأسطوانات والأقراص في المنافسة. كانت الأسطوانات أكثر تكلفة في التصنيع وكان الشمع هشا، لكن معظم لاعبي الأسطوانات يمكنهم إجراء تسجيلات. وفرت الأقراص المساحة وكانت أرخص وأكثر متانة، ولكن بسبب السرعة الزاوية الثابتة (سي أي في) لدورانها، اختلفت جودة الصوت بشكل ملحوظ من الأخدود بالقرب من الحافَة الخارجية إلى الجزء الداخلي الأقرب إلى المركز؛ ولم يتمكن مشغلو تسجيل الأقراص من إجراء تسجيلات.

## عقد 1920
تنسيقات سجلات كراموفون: قطع الأخدود الجانبي مقابل الرأسي هيل وديل. عندما قدم إديسون سجله دايموند ديسك (الذي تم تشغيله باستخدام قلم ألماس بدلا من إبرة فولاذية) في عام 1912، تم قطعه، مما يعني أن الأخدود تم تعديله على طول محوره الرأسي، كما كان على جميع الأسطوانات - على عكس أقراص الشركات المصنعة الأخرى، التي تم قطعها أفقيا، وهذا يعني أن أخاديدها كانت ذات عمق ثابت ومعدلة على طول المحور الأفقي. لا يمكن للآلات المصممة لتشغيل الأقراص المقطوعة جانبيا تشغيل الأقراص المقطوعة رأسيا والعكس صحيح. اعتمدت تسجيلات باثي أيضا تنسيق أقراصها، التي صدرت أول مرة في عام 1906، لكنها استخدمت أخدودا عريضا جدا وضحلا، تم لعبه بكرة ياقوت صغيرة، التي كانت غير متوافقة مع منتجات اديسون. في عام 1929، ترك توماس إديسون صناعة التسجيلات، وقف جميع إنتاج كل من الأقراص والأسطوانات. كان باثي الانتقال إلى التنسيق الجانبي خلال 1920م وفي عام 1932 تخلى بشكل حاسم عن التنسيق الرأسي. لم تكن هناك سرعة قياسية لجميع سجلات الأقراص حتى تم الاستقرار على 78 دورة في الدقيقة خلال النصف الأخير من 1920م، مع أنّ أنه يمكن تعديل معظم الأقراص الدوارة للعمل في مجموعة واسعة إلى حد ما من السرعات التي لا تشكل حقا حرب تنسيق. تم تشغيل بعض أقراص بيرلاينر كراموفون بسرعة 60 دورة في الدقيقة. بعض من أكبر أقراص باثي، التي كان قطرها 50 سم (حوالي 20 بوصة)، لعبت عند 120دورة في الدقيقة. كانت أقراص الماس 80 دورة في الدقيقة. هؤلاء الصناع جانبا، كانت السرعات في منتصف 70ث أكثر حدوثًا. فضلاً على ذلك، كان هناك العديد من حروب التنسيق البسيطة بين العلامات التجارية المختلفة باستخدام سرعات مختلفة تتراوح من 72 إلى 96 دورة في الدقيقة، بالإضافة إلى نصف قطر الإبرة أو القلم الذي يتراوح من 0.0018 إلى 0.004 بوصة (0.046 إلى 0.102 مم) - تعد إبرة نصف قطر 0.003 بوصة (0.076 مم) الحالية حلا وسطا حيث لم تستخدم أي شركة هذا الحجم فعلًا. كانت الأحجام أكثر حدوثًا هي 0.0028 بوصة (0.071 مم)، التي تستخدمها كولومبيا، و 0.0032 بوصة (0.081 مم)، التي تستخدمها اتش ام في / فيكتور.